# Macrothele

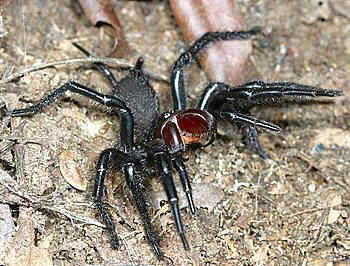
Samica Macrothele gigas

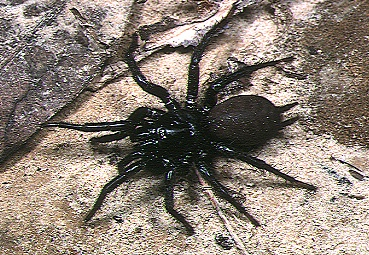
Samica Macrothele yaginumai

Macrothele – rodzaj pająków z infrarzędu ptaszników i rodziny Macrothelidae. Obejmuje 42 opisane gatunki. Występują w Europie, Azji i Afryce.

## Morfologia
Ptaszniki średnich do dużych rozmiarów ciała o ubarwieniu ciemnobrązowym do czarnego. Karapaks mają gładki, nagi, zaopatrzony w głębokie, poprzeczne jamki. Szczękoczułki mają na przednich krawędziach rowków pojedynczy szereg dużych zębów, a na tylnych ich krawędziach jedynie ząbki małe, ustawione w krótkim szeregu w części nasadowej. Warga dolna i endyty szczęk wyposażone są w bardzo liczne kuspule. Sternum zaopatrzone jest w trzy pary sigilli, z których para tylna jest największa. Odnóża mają stopy opatrzone kolcami i pozbawione skopuli oraz przypazurkowych kępek włosków. Nogogłaszczki lub pierwsza para odnóży ma na biodrach lub krętarzach boczne szczecinki wiosłowate (liry), których zawsze brak u siostrzanego rodzaju Vacrothele. U samców pierwsza para odnóży cechuje się pogrubionymi goleniami. Opistosoma (odwłok) ma cztery kądziołki przędne; te pary tylno-środkowej są jednoczłonowe i oddalone od siebie o około cztery swoje średnice, a te pary tylno-bocznej są smukłe i zbudowane z trzech członów. Nogogłaszczki samca różnią się od tych u Vacrothele dłuższymi i niegrubymi, mniej regularnie rozmieszczonymi kolcami grzbietowymi goleni oraz igłowatym, a nie trąbkowatym wierzchołkiem embolusa. Samice Macrothele różnią się od Vacrothele kształtem otworu kopulacyjnego, którego nasada jest u nich węższa.

## Ekologia i występowanie
Pająki te zamieszkują krainy: palearktyczną, etiopską i orientalną. Najliczniej rodzaj reprezentowany jest w Chinach, skąd znanych jest 20 gatunków. Fauna Wietnamu liczy 6 gatunków. Cztery gatunki są endemitami Tajwanu, a po trzy Konga i japońskiego archipelagu Riukiu. Dwa gatunki występują w Europie – M. calpeiana i M. cretica – ten pierwszy w jej części zachodniej, a ten drugi endemicznie na Krecie.
Pająki te bytują pod kamieniami, kłodami, w glebie, szczelinach skalnych czy w butwiejącym drewnie. Nie kopią samodzielnie nor, lecz wykorzystują istniejące już jamy, przestwory i szczeliny w wybranym siedlisku. W miejscach tych konstruują rurkowate lub lejkowate oprzędy. Niektóre gatunki w sprzyjających warunkach tworzą populacje o znacznym zagęszczeniu.

## Taksonomia
Rodzaj ten wprowadzony został w 1871 roku przez Antona Ausserera. Klasyfikowany był wówczas w rodzinie ptasznikowatych. W 1892 roku Eugène Simon wyróżnił dla niego podrodzinę Macrotheleae. Następnie rodzaj ów przeniesiono do Dipluridae. W 1980 roku Robert Raven przeniósł podrodzinę Macrothelinae do rodziny Hexathelidae. W 2018 roku Marshal Hedin i współpracownicy na podstawie wyników analiz filogenetycznych wynieśli tę podrodzinę do rangi osobnej, monotypowej rodziny ptaszników. W 2022 roku Tang Yani i współpracownicy wyróżnili w obrębie Macrothelidae nowy rodzaj, Vacrothele, w związku z czym rodzina przestała być monotypowa.
Do rodzaju tego należą 42 opisane gatunki:

- Macrothele abrupta Benoit, 1965
- Macrothele alyrata (Mirza, Sanap & Kunte, 2017)
- Macrothele amamiensis Shimojana & Haupt, 1998
- Macrothele arcuata Tang, Zhao & Yang, 2020
- Macrothele bannaensis Xu & Yin, 2001
- Macrothele calpeiana (Walckenaer, 1805)
- Macrothele camerunensis Simon, 1903
- Macrothele cangshanensis Yang, Zhao, Zhang & Yang, 2018
- Macrothele cretica Kulczyński, 1903
- Macrothele decemnotata Simon, 1909
- Macrothele drolshageni Özkütük, Elverici, Yağmur & Kunt, 2019
- Macrothele emei Lin & Li, 2021
- Macrothele gigas Shimojana & Haupt, 1998
- Macrothele guizhouensis Hu & Li, 1986
- Macrothele hanfeii Lin & Li, 2021
- Macrothele holsti Pocock, 1901
- Macrothele hungae Lin & Li, 2021
- Macrothele incisa Benoit, 1965
- Macrothele jingzhao Chen, Jiang & Yang, 2020
- Macrothele jinlin Yang, Zhao, Zhang & Yang, 2018
- Macrothele limenghuai Lin & Li, 2021
- Macrothele maculata (Thorell, 1890)
- Macrothele menglunensis Li & Zha, 2013
- Macrothele monocirculata Xu & Yin, 2000
- Macrothele multispine Wang, Li & Yang, 2019
- Macrothele nanning Lin & Li, 2021
- Macrothele proserpina Simon, 1909
- Macrothele raveni Zhu, Li & Song, 2000
- Macrothele sanheensis Tang, Zhao & Yang, 2020
- Macrothele segmentata Simon, 1892
- Macrothele simplicata (Saito, 1933)
- Macrothele taiwanensis Shimojana & Haupt, 1998
- Macrothele triangularis Benoit, 1965
- Macrothele undata Tang, Zhao & Yang, 2020
- Macrothele variabiis Pavesi, 1898
- Macrothele vidua Simon, 1906
- Macrothele yaginumai Shimojana & Haupt, 1998
- Macrothele yani Xu, Yin & Griswold, 2002
- Macrothele yongshengensis Yang, Zhao & Yang, 2019
- Macrothele yunlingensis Yang, Zhao & Yang, 2019
- Macrothele yunnanica Zhu & Song, 2000